# Phanaeus sallei
Phanaeus sallei là một loài bọ cánh cứng trong họ Bọ hung (Scarabaeidae).